# Unser Sandmännchen: Weiße Flotte
Weiße Flotte ist ein vom DEFA-Studio für Dokumentarfilme gedrehter Abendgruß für die Reihe Unser Sandmännchen des Fernsehens der DDR von Jochen Denzler aus dem Jahr 1974.

## Handlung
Der Berliner Junge Stefan lädt die Zuschauer des Sandmännchens zu einer Fahrt mit dem Ausflugsschiff Bertolt Brecht der Berliner Weißen Flotte ein. Mit dem Dampfer, wie die Ausflugsschiffe in Berlin genannt werden, obwohl sie schon lange nicht mehr mit Dampf betrieben werden, geht es durch die grüne Lunge der Stadt. Stefan bekommt sogar von Kapitän Krüger das Kommando übergeben und darf das Ruder bedienen, natürlich steht er zur Sicherheit daneben. Anschließend folgt ein Besuch unter Deck, wo sich das Herzstück des Dampfers, der Maschinenraum befindet. Weil es dort so laut ist, dass man sein eigenes Wort nicht verstehen kann, geht er schnell wieder ein Deck höher in das Restaurant, in dem man es sich bei Kaffee und Kuchen gemütlich machen kann. Leider ist dann die Fahrt schon wieder zu Ende und Stefan muss von Bord gehen.

## Produktion und Veröffentlichung
Weiße Flotte wurde von der Künstlerischen Arbeitsgruppe (KAG) Realabendgruß-Produktion der DEFA für die Serie Berliner Bilderbogen als Folge der Filmreihe Unser Sandmännchen auf ORWO-Color gedreht und am 26. Juli 1974 das erste Mal im Fernsehen der DDR gesendet. Die erste nachweisbare Aufführung auf einer großen Leinwand erfolgte am 4. Oktober 2020 im Berliner Zeughauskino.